# تنسيق إداري
التنسيق هو تلك العملية المسؤولة عن تأمين الاتصال بين المستويات الوظيفية في الهيكل التنظيمي رأسياً وتساعد على التكامل بين المراكز الوظيفية أفقياً بما يحقق الأهداف المرسومة للتنظيم الإداري في تداعي ايجابي بالبيئة الخارجية .

## مزايا التنسيق الإداري الفعال
1. ضمان ولاء الأفراد للتنظيم ولأهداف المنظمة.
2. القضاء على الانعزالية والانفصالية بين الأقسام المخصصة وضمان تعاونها.
3. التنسيق الفعال يؤدي إلى الكفاية الإدارية في أداء المهام وتحقيق الأهداف .
4. قيام المديرين في المنظمة بالتنسيق الفعال بين الأفراد ومجموعاتهم داخل التنظيم .
5. التنسيق الفعال بين المنظمة الإدارية وغيرها من المنظمات الأخرى يؤدي إلى انجاز الأعمال بسرعة وبأريحية ومصداقية .

## أهداف التنسيق الإداري
1. تحقيق التوازن والانسجام بين مختلف أوجه النشاط في المنظمة ، بحيث يسود التفاهم والتعاون مختلف المستويات الإدارية .
2. التنسيق الإداري يعمل على تجنب وتفادي التكرار والازدواجية وتجنب الصراعات ايضاً .
3. يؤدي إلى تحقيق الأهداف بقل قدر ممكن من الوقت والجهد والنفقات .
4. تكامل اختصاصات الوحدات الإدارية المختلفة داخل المنظمة وربط بعضها ببعض في عملية توافقية تستهدف تحقيق الأهداف .
5. منع المشكلات الإدارية التي قد تحدث نتيجة عدم ممارسة التنسيق الإداري داخل المنظمة .

## مبادئ التنسيق الإداري
1. مبدأ الاتصال المباشر حيث يمكن التناسق من خلال الاتصالات الأفقية المباشرة التي تتم بين الأفراد أثناء العمل اليومي.
2. مبدأ التنسيق الإداري يبدأ منذ المراحل المبكرة لوضع الخطط والسياسات الإدارية للمنظمة ، ويجب أن يبدأ مع البدايات الأولى لوضع اللوائح والخطط للحفاظ على التوازن الإداري وتقليل المشكلات اللاحقة.
3. ارتباط وتفاعل جميع العوامل في موقف معين، حيث يجب أن يكون واضحاً أن جميع العوامل التي تواجه في الموقف ترتبط ببعضها وتتفاعل مع بعضها[1]